# Nanà (film 1914)
Nanà è un film del 1914 diretto da Ubaldo Pittei.